# Bozeň
Bozeň ist eine abgegangene frühmittelalterliche Burg im Okres Příbram, Tschechien. Sie liegt drei Kilometer südöstlich von Březnice im Mittelböhmischen Hügelland auf dem Gebiet der Gemeinde Počaply.

## Geographie
Der Burgstall befindet sich einen Kilometer nördlich des Dorfes Počaply rechtsseitig über der Einmündung des Baches Mlýnský potok in die Vlčava auf dem bewaldeten Hügel Šance (512 m). Südwestlich erstreckt sich der Teich Počapelský rybník.

## Geschichte
Archäologische Untersuchungen ergaben, dass der Höhenrücken zwischen Počaply und Stražiště bereits in der späten Hallstattzeit besiedelt war. 
Anhand von Keramikfunden wurde die slawische Burg wahrscheinlich zum Ende des 9. Jahrhunderts angelegt. Es wird angenommen, dass sie zusammen mit der Feste Vystrkov im Zuge der ersten Landeskolonisation in Südböhmen von den Přemysliden errichtet wurde. Die ersten schriftlichen Erwähnungen von Bozeň stammen aus dem 12. Jahrhundert. Zu dieser Zeit bildete die Burg zusammen mit der Siedlung Stražiště und einer weiteren Wachtburg (Hrochův Hrádek) am gegenüberliegenden Ufer der Vlčava das Zentrum des Gaues Bozeňsko.
In der ersten Hälfte des 13. Jahrhunderts wurde die Burg verlassen.
In der nachfolgenden Zeit wurde der Gau weiterhin als Bozeňer Kreis bezeichnet, ebenso blieb in der Struktur der geistlichen Verwaltung das dem Erzdekanat Bechyně untergeordnete Dekanat Bozeň erhalten.

## Anlage
Die im Westen und Norden natürlich durch steile Hänge zum Mlýnský potok und der Vlčava geschützte befestigte Siedlung hatte eine Ausdehnung von 1,6 bis 2,5 Hektar. Die auf felsigen Terrain gelegene Akropolis hatte eine Ausdehnung von 27 × 14 Metern und war von einem mächtigen steinernen Ringwall und einem bis zu drei Meter breiten und einen Meter tiefen Graben umgeben. Nach Nordosten schloss sich eine Vorburg an, die ebenfalls mit mächtigen Wallanlagen befestigt war. Südwestlich schloss sich eine weniger stark befestigte Siedlung an, die auch eine zweite Vorburg gewesen sein könnte. Die Burg hatte zwei Zugänge. Einer führte von Westen durch einen befestigten Korridor aus dem Tal des Mlýnský potok zur Akropolis, der andere von Norden aus dem Tal der Vlčava zur Vorburg.
Heute sind nur noch Wallanlagen erkennbar. Der Burghügel gehört zu den Kulturdenkmalen des Okres Příbram.